# Сражение при Майн-Ран
Сражение при Майн-Ран (англ. The Battle of Mine Run) также известное как сражение при Пэйнс-Фарм или сражение при Нью-Хоуп-Чеч или Кампания Майн-Ран, произошло 27 ноября — 2 декабря 1863 года в округе Оранж, Вирджиния, в ходе американской гражданской войны. В этом сражении федеральная Потомакская армия под командованием генерала Мида предприняла неудачную попытку разгромить Северовирджинскую армию генерала Ли. Полномасштабного сражения так и не произошло: Мид не решился атаковать Северовирджинскую армию на её позициях, а генерал Ли не успел атаковать армию Мида. Сражение стало последним крупным боевым столкновением 1863 года.

## Предыстория
После сражения при Геттисберге президент Линкольн и главнокомандующий Генри Халлек требовали от генерала Мида как можно скорее воспользоваться результатами победы и навязать противнику ещё одно сражение. В октябре 1863 года Мид вторгся в Вирджинию, но последовавшая за этим Кампания Бристоу не дала результата. В Вашингтоне были недовольны медлительностью Мида, а Мид проявлял осторожность, особенно после того, как XI и XII корпуса его армии были отправлены на Запад под Чаттанугу.
В конце ноября Мид решил повторить попытку. Разведка донесла, что Северовирджинская армия стоит южнее реки Рапидан и разделена на две части, между которыми находится гора Кларка, а её фланги упираются в Либерти-Миллс и реку Майн-Ран, в 30-ти милях друг от друга. По плану Мида Потомакская армия должна была незаметно пройти через район Глушь и напасть на правое крыло противника у Майн-Ран. разгромив правое крыло под командованием Ричарда Юэлла, Мид предполагал напасть на остальную часть армии — корпус Эмброуза Хилла. План предполагал стремительную переброску всей армии во фланг противнику.
Обходной марш Потомакской армии начался 25 ноября. Мид отправил через Рапидан II корпус Уоррена, III корпус Френча и V корпус Сайкса. Миду помог густой туман на горе Кларка, который скрыл его передвижение от наблюдательных постов противника. Однако, III корпус Уильяма Френча застрял на переправе Джэкобс-Форд и Френч направил артиллерию к Германа-Форд, что привело к пробкам на пути движения армии. Корпус Уоррена также потерял некоторое время на переправе. В итоге, в 16:30 Уоррен встал лагерем у Флэт-Ран-Чеч, в полутора милях от переправы Германа-Форд (через полгода он повторит этот же путь перед сражением в Глуши)
Утром 27 ноября марш продолжился. Уоррен выступил в 07:00 на Старый Вердервилль имея в авангарде дивизию Александра Хайса, корпус Френча следовал за ним. Они шли по Оранж-Кортхаус-Тенпайк, сейчас — шоссе SR 20. VI корпус Седжвика двигался несколькими километрами южнее по Оранж-Планк-Роуд (Co Rd 621), направляясь на Новый Вердьервилль, за ним шел корпус Сайкса, а в тылу — I корпус Ньютона.

## Силы сторон
Потомакская армия генерала Мида насчитывала 81 000 или 84 000 человек и была сведена в шесть корпусов, из них один — кавалерийский.
- I корпус Джона Ньютона
- II корпус Говернора Уоррена
- III корпус Уильяма Френча
- V корпус Джорджа Сайкса
- VI корпус Джона Седжвика
- Кавалерийский корпус Альфреда Плезонтона

Непосредственно в боях были задействованы только дивизии Генри Принса и Джозефа Карра из корпуса Френча.
 Северовирджинская армия во время отсутствия Лонгстрита состояла из двух пехотных корпусов и одного кавалерийского. Ричард Юэлл был болен, поэтому его Вторым Корпусом командовал Джубал Эрли. Армия насчитывала примерно 48 000 человек.
- II корпус Джубала Эрли
  - Дивизия Гарри Хайса
  - Дивизия Эдварда Джонсона
  - Дивизия Роберта Родса
- III корпус Эмброуза Хилла
  - Дивизия Ричарда Андерсона
  - Дивизия Генри Хета
  - Дивизия Кадмуса Уилкокса
- Кавалерийский корпус Стюарта
  - Дивизия Уэйда Хэмптона
  - Дивизия Фицхью Ли

## Сражение
Генерал Ли успел заметить манёвр противника. Офицер его штаба в те дни написал: «С Божьей помощью тут будет второй Чанселорсвилл». Ли сразу отправил на восток II корпус генерала Эрли.
Утром авангардная дивизия Александра Хайса вышла к Робертсон-Таверн и обнаружила там пикеты конфедератов. Около 10:00 завязалась перестрелка, по ходу которой выяснилось, что перед Хайсом развернулась в боевую линию дивизия Родса. Уоррен ждал появления корпуса Френча, но Френч не появлялся.
В это самое время III корпус Френча шел от переправы Джэклбс-Форд на соединение с Уорреном и у фермы вдовы Морриса задержался у развилки дорог, не зная, какую именно выбрать. В это время дивизия Эдварда Джонсона шла по дороге Ракун-Форд-Роуд на соединение с дивизией Родса и около 16:00 передовые федеральные отряды наткнулись прямо на арьергардную бригаду Стюарта. Джонсона не смутил тот факт, что у него всего 5 300 человек, а в двух корпусах перед ним примерно 32 000 солдат противника, он вернулся назад по дороге к арьергарду и развернул дивизию в боевую линию: слева встала бригада Джорджа Стюарта, правее — «бригада каменной стены» генерала Уолкера, ещё правее луизианская бригада Лероя Стаффорда и крайняя справа — бригада Джона Джонса. Со стороны северян первой вступила в дело дивизия Генри Принса, а затем левее её встала дивизия Джозефа Карра и помогла удержать позицию.
Завязался ожесточенный бой, известный как сражение у Пейн-Фарм. Федеральные дивизии дважды атаковали Джонсона, но неудачно. Джонсон тоже провел контратаку, и тоже безуспешно. И все же Джонсон остановил Френча и тем отвел угрозу от левого фланга дивизии Родса. Когда стемнело, Джонс отвел бригады на запад, за реку Майн-Ран.
Тремя милями южнее федеральная кавалерия Дэвида Грегга столкнулась с кавалерией Стюарта около Нью-Хоуп-Чеч. Перестрелка длилась до 14:30, когда подошла дивизия Генри Хета и заняла высоту западнее церкви. Чуть позже подошли части Пятого Корпуса генерала Сайкса, выбили Хета с высоты и заняли её сами. Мид приказал Сайксу удерживать эту позицию пока не подойдут основные силы армии.
Говернор Уоррен оказался в сложном положении. Дивизия Джонсона находилась опасно близко к переправам и могла отрезать его от основной армии. Он решил остановиться и подождать донесений от других корпусов. До темноты он, однако, успел провести две небольшие атаки позиций противника.
В итоге в боях 27-го числа Север потерял 125 человек убитыми, 747 ранеными и 71 пленными. Ли сообщил о потере 545 человек. Задуманная Мидом внезапная фланговая атака сорвалась и почти двое суток Мид обдумывал дальнейшие шаги.
Утром 28 ноября фланг Уоррена был обеспечен I и VI корпусами, и Уоррен двинулся вперед. Примерно в двух милях от Робертсон-Таверн разведка обнаружила врага, закрепившегося на западном берегу реки Майн-Ран. Удобного направления для атаки обнаружено не было.
Утром 29 ноября Уоррен снова двинулся вперед. К 13:00 он прошел примерно три мили на юг до Гуд-Хоуп-Чеч. К 17:00 корпус вышел на удобную позицию против слабо укрепленного правого фланга конфедератов. Но наступившая темнота помешала произвести атаку. Ночью Ли выяснил новую позицию Уоррена и передвинул корпус Хилла вправо, где южане быстро начали возводить укрепления.
Ночью федеральные командиры решили провести общую атаку 3-го числа. Мид передал Уоррену 26 000 человек — две дивизии из III корпуса и одну дивизию VI корпуса. Однако, утром Уоррен обнаружил перед своим фронтом свежепостроенные укрепления корпуса Хилла и сообщил Миду, что успешный штурм маловероятен. Между тем начала сказываться плохая погода (той ночью температура упала ниже нуля) и нехватка продовольствия. Ввиду этих фактов Мид решил 1 декабря отвести армию за Рапидан. В это время кавалерия Уэйда Хэмптона как раз обнаружила открытость левого федерального фланга и Ли решил предпринять фланговую атаку 2 декабря, однако утром 2 декабря выяснилось, что федеральная армия покинула позиции.

## Последствия
Потомакская армия вернулась на зимние квартиры у станции Бренди. Сражение при Майн-Ран стало последней попыткой Мида организовать наступление в роли независимого главнокомандующего (до прибытия генерала Гранта). Генерал Ли тоже был недоволен результатами — он не успел атаковать левый фланг противника и повторить свой успех под Чанселорсвиллом. Считается, что он сказал: «Я слишком стар, чтобы командовать этой армией. Мы не должны более позволить этим людям уйти.»
Полковник 114-го пенсильванского полка, Чарльз Коллинз потом писал о сражении у Пейнс-Фарм: «…одно из ожесточеннейших и лучших сражений за всю войну. Стрельба была самой ужасающей из всех, что я слышал, и шансов выбраться оттуда невредимым было так мало, что практически никаких.»